# Jean Couturier (réalisateur)
Pour les articles homonymes, voir Jean Couturier et Couturier.
Jean Couturier est un réalisateur français né à Paris le 23 juillet 1933 et mort le 11 aout 2014 à Nice.

## Biographie
Il a participé en tant que second réalisateur au tournage du film Le Gendarme et les Extra-terrestres. Il réalise en 1983 Tout le monde peut se tromper.

## Filmographie

### Assistant réalisateur
- 1968 : Erotissimo de Gérard Pirès
- 1969 : L'Astragale de Guy Casaril
- 1971 : Les Pétroleuses de Christian-Jaque
- 1973 : Les Aventures du capitaine Lückner de François Villiers (série télévisée) (13 épisodes)
- 1974 : Vos gueules, les mouettes ! de Robert Dhéry
- 1976 : Le Gang de Jacques Deray
- 1976 : Comme un boomerang de José Giovanni
- 1977 : L'Homme pressé d'Édouard Molinaro
- 1977 : Le mille-pattes fait des claquettes de Jean Girault
- 1979 : Les Égouts du paradis de José Giovanni
- 1979 : Le Gendarme et les Extra-terrestres de Jean Girault
- 1980 : Tous vedettes de Michel Lang
- 1982 : Josepha de Christopher Frank
- 1982 : Le Choc de Robin Davis
- 1986 : Charlotte for Ever de Serge Gainsbourg

### Réalisateur
- 1983 : Tout le monde peut se tromper
- 1984 : Charlots Connection
- 1997 : Femmes chez Hitchcock (coréalisateur : Jean Douchet) (TV)